# Natnael Tesfatsion
Natnael Tesfatsion Ocbit (Asmara, 23 de maio de 1999) é um ciclista eritreio, membro da equipa Androni Giocattoli-Sidermec.

## Biografia
No final de 2018 estreiou aos 19 anos nas corridas chinesas, terminando sétimo, quarto, terceiro, quinto e quarto nas etapas do Tour do Lago Taihu, que se decidiram no esprint. Um mês depois, terminou sexto em duas etapas no Tour de Fuzhou e décimo quinto na classificação geral.
Graças a estas actuações, foi recrutado em 2019 pelo Dimension Data para competir com sua equipa filial do mesmo nome. Em 2020, dentro da selecção eritrea, num reduzido grupo ganhou uma etapa da Tropicale Amissa Bongo, sua primeira vitória em profissionais.

## Palmarés
- 2019 (como amador)
  - 1 etapa do Tour de l'Espoir
  - 2.º no Campeonato da Eritreia em Estrada

- 2020
  - 1 etapa da Tropicale Amissa Bongo
- Tour de Ruanda, mais 1 etapa

## Resultados em Grandes Voltas
| Corrida | Corrida         | 2019 | 2020 | 2021 |
| ------- | --------------- | ---- | ---- | ---- |
|         | Giro d'Italia   | —    | —    | 92.º |
|         | Tour de France  | —    | —    | —    |
|         | Volta a Espanha | —    | —    | —    |

—: não participa
Ab.: abandono

## Equipas
- Dimension Data/NTT Continental (2019-2020)
  - Dimension Data for Qhubeka (2019)
  - NTT Continental Cycling Team (2020)
- Androni Giocattoli-Sidermec (2021-)